# Cherie Lunghi
Cherie Lunghi, född 4 april 1952 i Nottingham, är en brittisk skådespelare. 

## Filmografi i urval
- 1981 - Excalibur - Guenevere
- 1985 - Kung David - Michal
- 1985 - Brev till en okänd älskare - Hélène
- 1986 - Kusten är klar - Susan
- 1986 - Harem (TV-serie) - Usta
- 1986 - The Mission - Carlotta
- 1988 - Att döda en präst - Halina
- 1988 - Mannen som levde på Ritz - Lili
- 1992 - Riddarna på Covington Cross - Lady Elizabeth
- 1993 - Kejsarens gäster - Audrey
- 1994 - Frankenstein - Victors mor
- 1995 - Jack & Sarah - Anna
- 1995 - Lycksökerskorna
- 1996 - Spöket på Canterville - Lucille Otis
- 1998 - Små vita lögner - Julia
- 2000 - På djupt vatten - Merie Kirschman
- 2002 - Kommissarie Lynley. För hennes eget bästa - Sarah Gordon
- 2003 - Morden i Midsomer - Den gröne mannen - Lillian Webster
- 2006 - Ett fall för Dalziel & Pascoe - Kay Miclean
- 2007–2011 – En callgirls dagbok (TV-serie)
- 2013 - Mord i paradiset- Jayne Smythe (Serie 2, Episod 3)
- 2015 – Saknad, aldrig glömd (TV-serie)